# Алгіроідес іспанський
Алгіроідес іспанський (Algyroides hidalgoi, іспанська кілювата ящірка) — вид ящірок родини ящіркових (Lacertidae). Ендемік Іспанії.

## Опис
Довжина іспанської кілюватої ящірки становить 14-15 см (враховуючи хвіст). Тіло струнке, дещо сплющене, луски на спені великі, кілюваті, на боках дрібні. Забарвлення верхньої частини тіла варіюється від оливкового до червонувато-коричневого, боки чорнуваті, живіт жовтий. Горло у самців білувате або сизе, у самиць білувате або світло-жовте. У самців луска на шиї може були кілеподібною, у самиць вона майже гладка.

## Поширення і екологія
Іспанські кілюваті ящірки мешкають в горах Кордильєра-Суббетіка на південному сході Іберії, зокрема в горах Сьєрра-де-Алькарас, Сьєрра-де-Касорла і Сьєрра-де-Сегура. Вони живуть серед скель поблизу лісів та водойм. Віддають перевагу тінистим місцевостям. Зустрічаються на висоті від 700 до 1700 м над рівнем моря. Живляться комахами та іншими безхребетними. Самиці відкладають від 1 до 5 яєць.

## Збереження
МСОП класифікує цей вид як такий, що перебуває під загрозою зникнення. Algyroides hidalgoi загрожує знищення природного середовища та хижацтво з боку кіщок і щурів.